# ケビン・コッツァー
ケビン・コッツァー（Kevin Kotzur、1989年11月3日 - ）は、アメリカ合衆国のバスケットボール選手である。ポジションはパワーフォワード・センター。

## 経歴
テキサス州ラ・バーニア出身。高校はラ・バーニアハイスクールに通う。セントメアリー大から2013-14シーズンはサンタクルーズ・ウォリアーズ（NBADL）に所属し、37試合出場。
2014年に来日し、bjリーグの京都ハンナリーズに所属。2014-15シーズン、2015-16シーズンにウエスタンカンファレンスレギュラーシーズン1位。2015-16シーズンはファイナル4に出場。bjリーグとNBLが統合してジャパン・プロフェッショナル・バスケットボールリーグ（Bリーグ）が発足した2016-17シーズンも引き続き京都に所属し、60試合に出場。
2017-18シーズンはB2の広島ドラゴンフライズに所属し、43試合に出場。
2018-19シーズンはB3のアイシン・エィ・ダブリュ アレイオンズ安城と契約し、36試合出場。リバウンド数でリーグ2位、ブロックショット数でリーグ3位となった。
2019-20シーズンはB2の香川ファイブアローズに所属し、43試合に出場。リバウンド数でリーグ1位となった。2020-21シーズンも香川に所属し、53試合出場でリバウンド数リーグ2位となった。
2021-22シーズンはB3リーグに新規参入したアルティーリ千葉と契約した。
2022-23シーズンは熊本ヴォルターズと契約した。2023年1月2日に契約を満了し、1月10日に前シーズンに所属していたアルティーリ千葉と契約したが、イバン・ラベネルのILからの復帰に伴い2月10日に契約解除となった。その後、同年2月17日に山形ワイヴァンズと契約した。3月7日に山形との契約を解除しライジングゼファーフクオカへと移籍した。2024-25シーズンは金沢武士団と契約した。